# Lèpid el triumvir
Marc Emili Lèpid (llatí: Marcus Aemilius M. f. Q. n. Lepidus) era net de Quint Emili Lèpid i fill de Marc Emili Lèpid. És conegut com a Lèpid el triumvir. Apareix esmentat per primer cop el 52 aC quan fou nomenat pel senat com interrex a la mort de Publi Clodi, amb la finalitat de celebrar comicis, però a causa de l'anarquia regnant no va voler celebrar comicis consulars al·legant que no era habitualment la feina de l'interrex; casa seva fou atacada per la gent de Clodi i es va escapar per poc. La seva dona fou Júnia la germana de Brut (assassí de Cèsar).

## Pretoria
En iniciar-se la guerra entre Juli Cèsar i Gneu Pompeu (49 aC) era pretor i es va unir al partit del primer i com que els cònsols havien fugit amb Pompeu cap a Grècia, Lèpid fou el magistrat de més rang que va restar a Itàlia. Tot seguit Cèsar va anar a Hispània a fer la guerra contra els pompeians Luci Afrani i Marc Petrei i així va restar altre cop el virtual governant de Roma encara que depenia de Marc Antoni per la conservació de la pau a Itàlia. En absència de Cèsar, va celebrar comicis sembla que després de ser nomenat dictador a fi i efecte de fer-los.

## Proconsolat
El 48 aC se li va donar el govern de la Hispània Citerior com a procònsol, i a aquesta província va deixar veure la seva vanitat i la seva avarícia. Va posar pau entre el procònsol Quint Cassi Longí de la Hispània Ulterior i el seu qüestor Marcel que es feien la guerra, i va assolir el títol d'Imperator (sense les connotacions posteriors) sense haver lliurat cap combat. Va tornar a Roma el 47 aC i Cèsar li va atorgar un triomf. El mateix any Cèsar el va nomenar magister equitum i el 46 aC el va fer el seu col·lega en el consolat. El 45 aC i 44 aC fou nomenat novament magister equitum.

## Assassinat de Cèsar
El 44 aC se li va donar el govern de la Gàl·lia Narbonense i la Hispània Citerior, però no va deixar Roma i va governar per llegats; romania a Roma quan Cèsar fou assassinat; just la nit abans (nit del dia 14 de març) Cèsar i Lèpid van sopar junts i l'endemà era a la Cúria quan es va produir l'assassinat. Els conspiradors en un moment donat havien planejat també de matar-lo així com a Marc Antoni, però finalment això fou descartat.
Va sortir de l'edifici del senat amb altres fidels de Cèsar i es va reunir amb les tropes que preparava per anar a les seves províncies i semblava que tenia el poder suprem al seu abast. La nit del dia 15 va ocupar el fòrum i al dia 16 va fer una proclama contra els assassins; Antoni li va desaconsellar recórrer a la violència i a les negociacions que van seguir amb els aristòcrates Lèpid va compartir les posicions de Marc Antoni. Aquest en compensació li va donar suport per ser elegit pontífex màxim, càrrec vacant per mort de Cèsar que era qui la tenia, i a més a més la filla de Marc Antoni fou promesa al fill de Lèpid.
Tot seguit va anar a les seves províncies amb l'objectiu de reconciliar Sext Pompeu amb els nous governants de Roma, tot planificat per Antoni que esperava que Pompeu aniria a Roma i privaria així al senat de bona part dels seus efectius militars si esclatava la guerra. Lèpid va tenir èxit en la seva missió i va rebre distincions de les dues parts: del senat el 28 de novembre, i de Marc Antoni.

## Triumvirat i optimats
No gaire després Antoni i el senat van trencar. Antoni havia rebut en comicis la província de Gàl·lia Cisalpina que estava en mans de Dècim Juni Brut que es va negar a entregar-la, i el senat li va donar suport. Antoni va atacar Brut que no va poder resistir i va quedar assetjat a Mutina. Lèpid tenia la clau de la situació, ja que les seves forces a la Narbonense podien decidir la balança; el senat per atreure'l, li va donar nous títols honorífics: a proposta de Ciceró se li va erigir una estàtua eqüestre i se li va donar el títol d'Imperator, però Lèpid dubtava i esperava el resultat de la lluita per decidir. Ni tan sols va donar gràcies al senat pels honors rebuts i quan els senadors li van encarregar assistir als cònsols Pansa i Hirti per aixecar el setge de Mutina, només va enviar un petit destacament a través dels Alps sota el comandament de Marc Silà, però aquest tenia unes ordres confoses de manera que finalment, en lloc del que suposadament havia de fer es va unir a Marc Antoni.
L'aristocràcia va començar a veure com a enemic a Lèpid especialment quan aquest va escriure al senat i va demanar la pau amb Marc Antoni. A l'abril els combats a Mutina van obligar Antoni a aixecar el setge i fugir a la Gàl·lia, Lèpid va decidir que ja no podia romandre més temps neutral i les seves forces es van unir a les d'Antoni el 28 de maig del 43 aC. El 30 de juny el senat va declarar Lèpid enemic públic i va ordenar enderrocar la seva estàtua. Octavi encara romania al costat del senat però es va adonar que aquest no podria resistir les forces militars ara unides i el va abandonar. Asini Pol·lió, governador de la Hispània Ulterior, i Luci Munaci Planc, governador de la Gàl·lia Transalpina, també es van unir a Lèpid i Antoni, que es van preparar a creuar els Alps amb un formidable exèrcit. A l'agost Octavi va obligar el senat a reconèixer-lo com a cònsol i anul·lar els decrets contra Lèpid i Antoni. A finals d'octubre els tres homes es van reunir a Bonònia i es va formar el triumvirat.
Els triumvirs es van repartir les províncies i Lèpid va rebre les que ja tenia (Citerior i Narbonense) que governaria a través d'un llegat per poder romandre a Itàlia el 42 aC com a cònsol; Octavi i Antoni farien la guerra a Brut i a Cassi; de l'exèrcit de deu legions, tres van quedar per Lèpid, i la resta es van repartir entre Antoni i Octavi. Lèpid fou així el més perjudicat i aviat es va veure que seria el comparsa.
Quan els triumvirs van tornar a Roma es van publicar unes llistes de proscrits en les quals s'havia inclòs fins i tot al seu germà Luci Emili Paulus (cònsol 50 aC). A finals d'any Lèpid va celebrar el triomf concedit pel senat feia un any.

## Consolat
El 42 aC Lèpid va romandre a Roma com a cònsol i, a la divisió de províncies entre Octavi i Antoni després de la batalla de Filips, Lèpid fou privat de les seves províncies sota acusació de relacions amb Sext Pompeu, però els dos triumvirs no van poder provar res contra ell i li concediren Àfrica com a compensació per les que havia perdut. De tota manera, fins a la guerra de Perusa (40 aC) Octavi no va permetre a Lèpid de prendre possessió d'Àfrica, i segurament li ho permeté per l'interès d'Octavi per tenir Lèpid al seu costat en cas que es materialitzàs el trencament amb Antoni.
Lèpid va romandre a Àfrica fins al 36 aC. El triumvirat fou renovat per cinc anys el 37 aC, però la representació de Lèpid era només nominal. El 36 aC Octavi el va cridar a Sicília per ajudar-lo en la guerra contra Sext Pompeu, però, cansat de ser tractat com un comparsa, va decidir d'apoderar-se de l'illa i recuperar el seu poder: va deixar Àfrica el 1r de juliol del 36 aC i va desembarcar a Sicília actuant pel seu compte sense consultar Octavi. Va ocupar Lilibèon i ciutats de la vora i després va marxar contra Messana, on vuit legions pompeianes se li van unir, i així va disposar de 20 legions.
Quan Octavi va arribar, Lèpid va ratificar el seu reclam sobre Sicília i la mateixa part que els altres triumvirs en el govern. La guerra semblava inevitable, però els soldats no confiaven en Lèpid i Octavi no va tardar a convèncer a una part de les seves legions de passar al seu bàndol: un dia es va presentar al campament de Lèpid i va demanar a les tropes d'evitar la guerra civil. D'entrada va fallir i es va haver de retirar, però en els dies següents els destacaments de Lèpid van anar desertant fins que el mateix Lèpid es va haver de rendir. Octavi li va concedir de salvar la vida, però el va deposar del triumvirat, del comandament i de les províncies i li va ordenar viure a Circeus, on romandria sota vigilància; hom li va mantenir seva fortuna privada i va conservar la dignitat de pontífex màxim.
Després de la victòria a Àccium (31 aC), Octavi el va cridar a Roma (el 30 aC), el va tractar tan malament com va poder i el va colgar d'insults. Va viure a Roma fins a la seva mort el 13 aC. A la seva mort, Octavi, llavors anomenat August, va assumir el càrrec de pontífex màxim.